# Niphona borneana
Niphona borneana là một loài bọ cánh cứng trong họ Cerambycidae.